# Pengiran Anak Saleha
Pengiran Anak Saleha, née Hajah Saleha binti Haji Mohamed Alam le 7 octobre 1946 à Bandar Seri Begawan, est la reine consort de Brunei, femme du sultan Hassanal Bolkiah.

## Biographie
Elle naît le 7 octobre 1946 à Bandar Seri Begawan.
Le 28 juillet 1965, elle épouse son cousin paternel, le prince héritier Hassanal Bolkiah. La mère du sultan et le père de Saleha sont frère et sœur.
Elle devient reine consort au couronnement de son mari, remplaçant sa belle-mère Pengiran Anak Damit (en), quand son beau-père abdique le 5 octobre 1967. Elle est la mère du prince héritier Al-Muhtadee Billah et de cinq autres enfants, deux garçons et quatre filles. À la mort de Philip Mountbatten, elle devient la reine consort au règne le plus long actuellement en vie.